# 代官山町

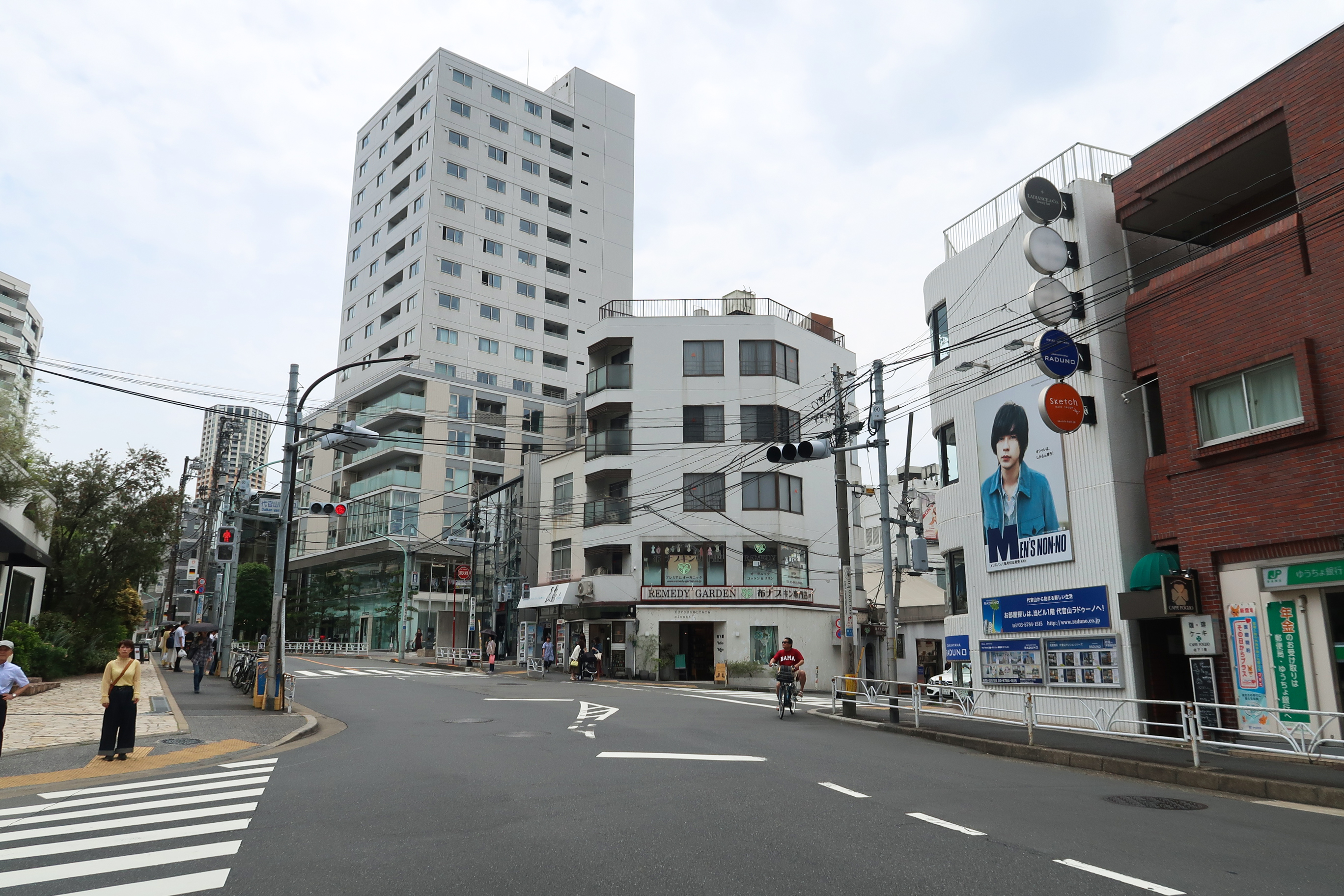
代官山

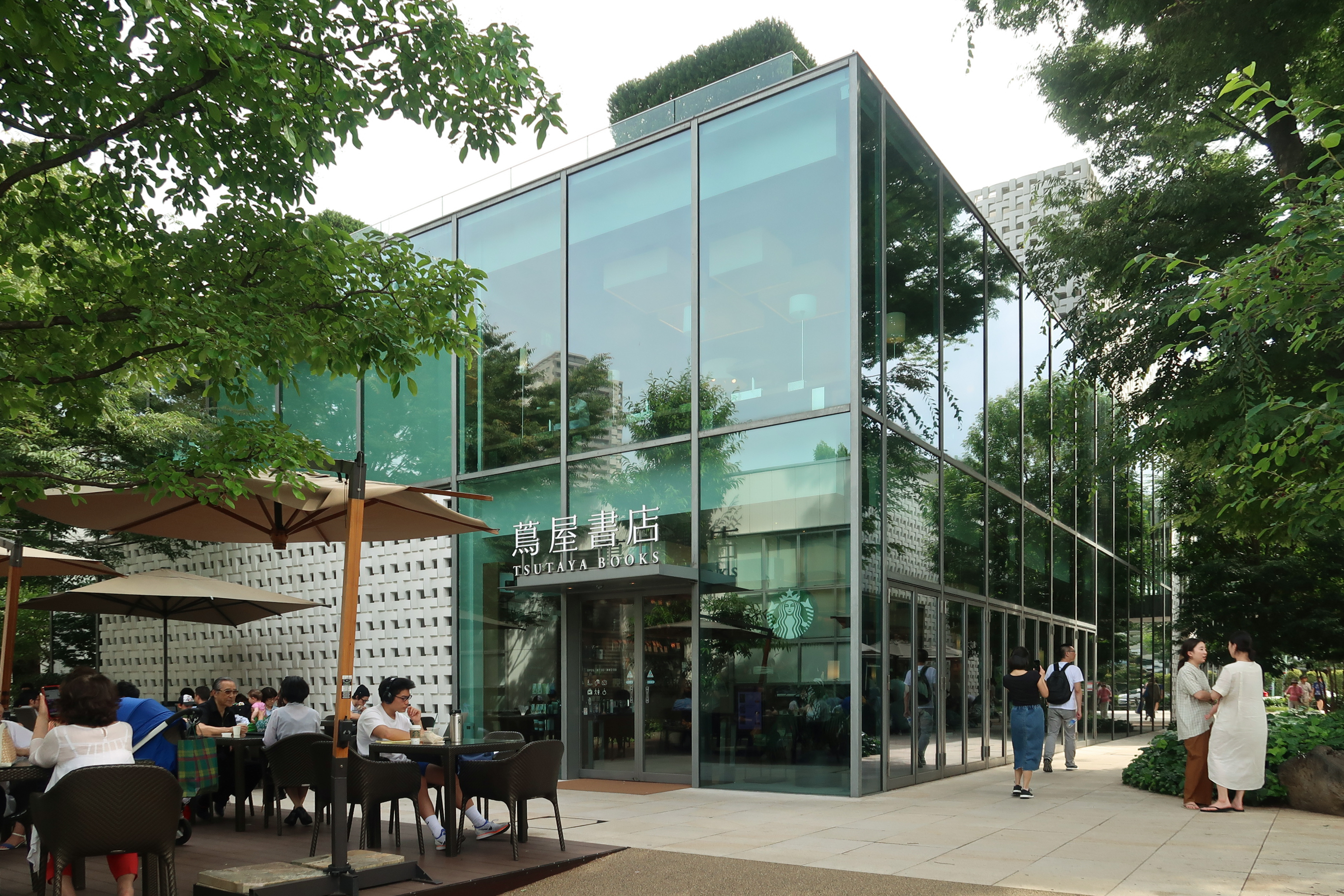
代官山蔦屋書店T-SITE

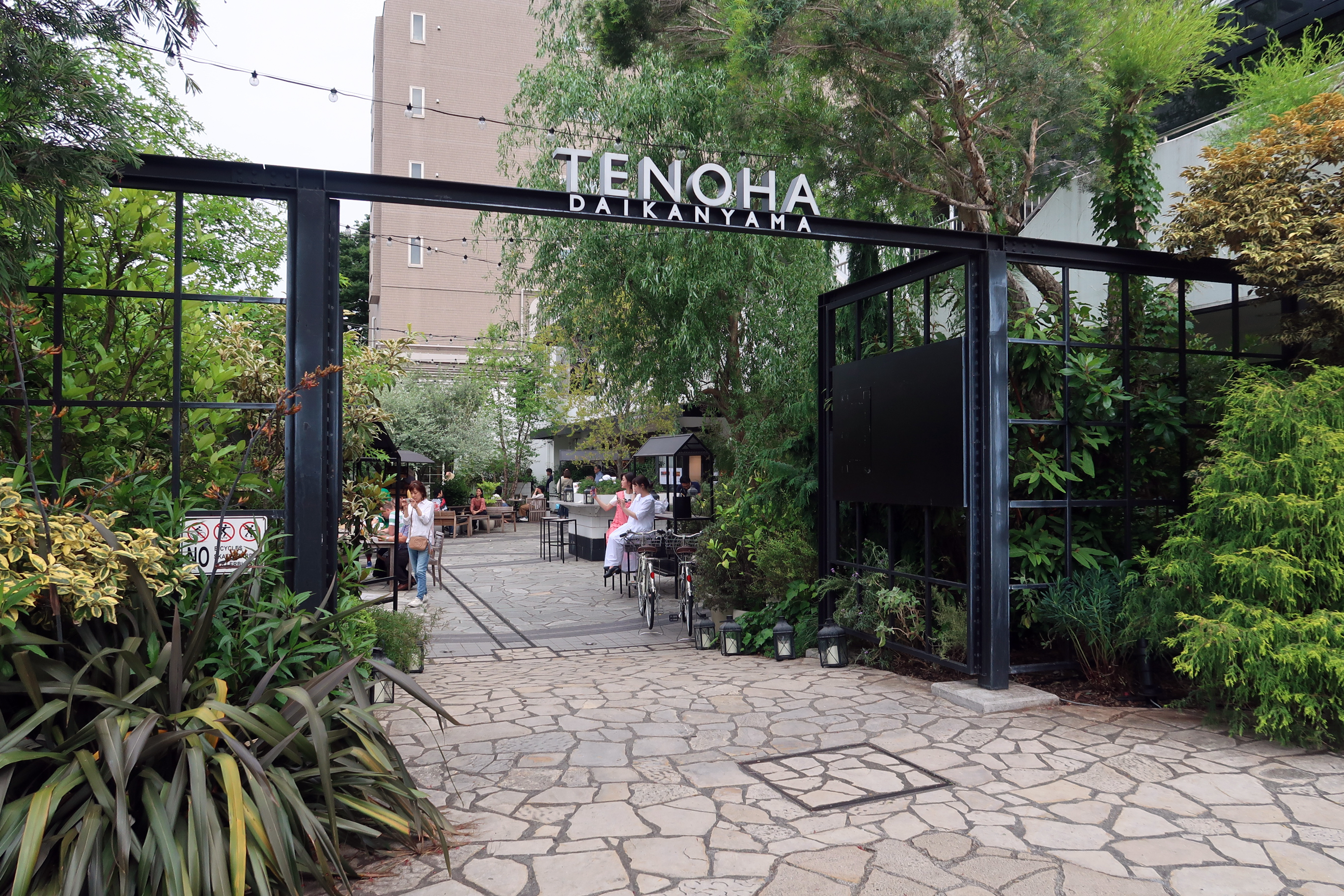
2014年底開張的TENOHA DAIKANYAMA為限定的複合式空間，到2020年結束

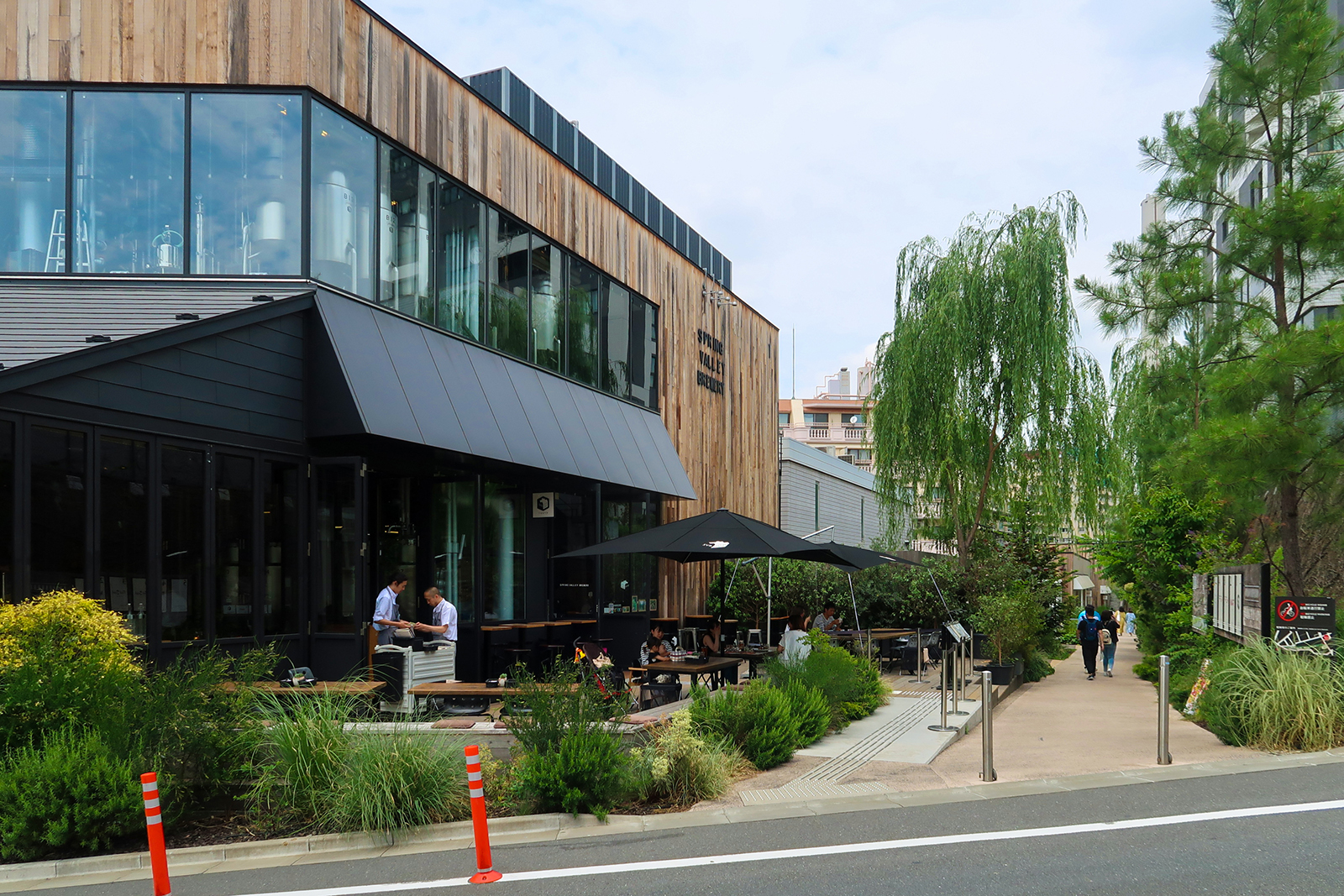
LOG ROAD DAIKANYAMA

代官山町（日语：／ Daikanyamachō */?）是日本東京都澀谷區的町名。2013年9月30日為止的人口為1,959人。郵遞區號150-0034。近年成為開設時裝店的潮流地區。
代官山設有東急東橫線代官山站，為澀谷站的鄰接車站，於惠比壽站附近。以高級時裝店、咖啡店與甜品店為主，與青山及表參道相同。代官山位於山手線以外，與都會的熱鬧地區有距離，造成較為隱蔽寧靜的氣氛。
代官山部分亦為閑靜的住宅區，在最佳居住環境調查中名列前茅。在舊山手通一帶興建的Hillside Terrace，開設了一些有特色的店舖，由建築師槇文彦設計，是現代主義建築的代表性作品，協助槇文彦取得建築界最高榮譽普利兹克奖。

## 地理
位居澀谷區西南部。北臨澀谷、東、南接惠比壽西、西鄰猿樂町。除了住宅區，本地也有許多時裝店、洋菓子店、餐廳、咖啡廳等商業設施。東急東橫線代官山站北側在1996年（平成8年）共有36棟同潤會代官山公寓，後來全部進行再開發，2000年（平成12年）複合設施「代官山Adress」開幕。同設施的高層公寓「代官山Adress The Tower」（代官山アドレス ザ・タワー）是此地唯一的超高層建築。過去這裡十分偏僻。一直到1980年代進入泡沫經濟末期後，才開始發展轉變成現在的高貴氛圍。2000年再開發結束後，是僅次於原宿、表參道地區的時尚地區。

### 廣域地名

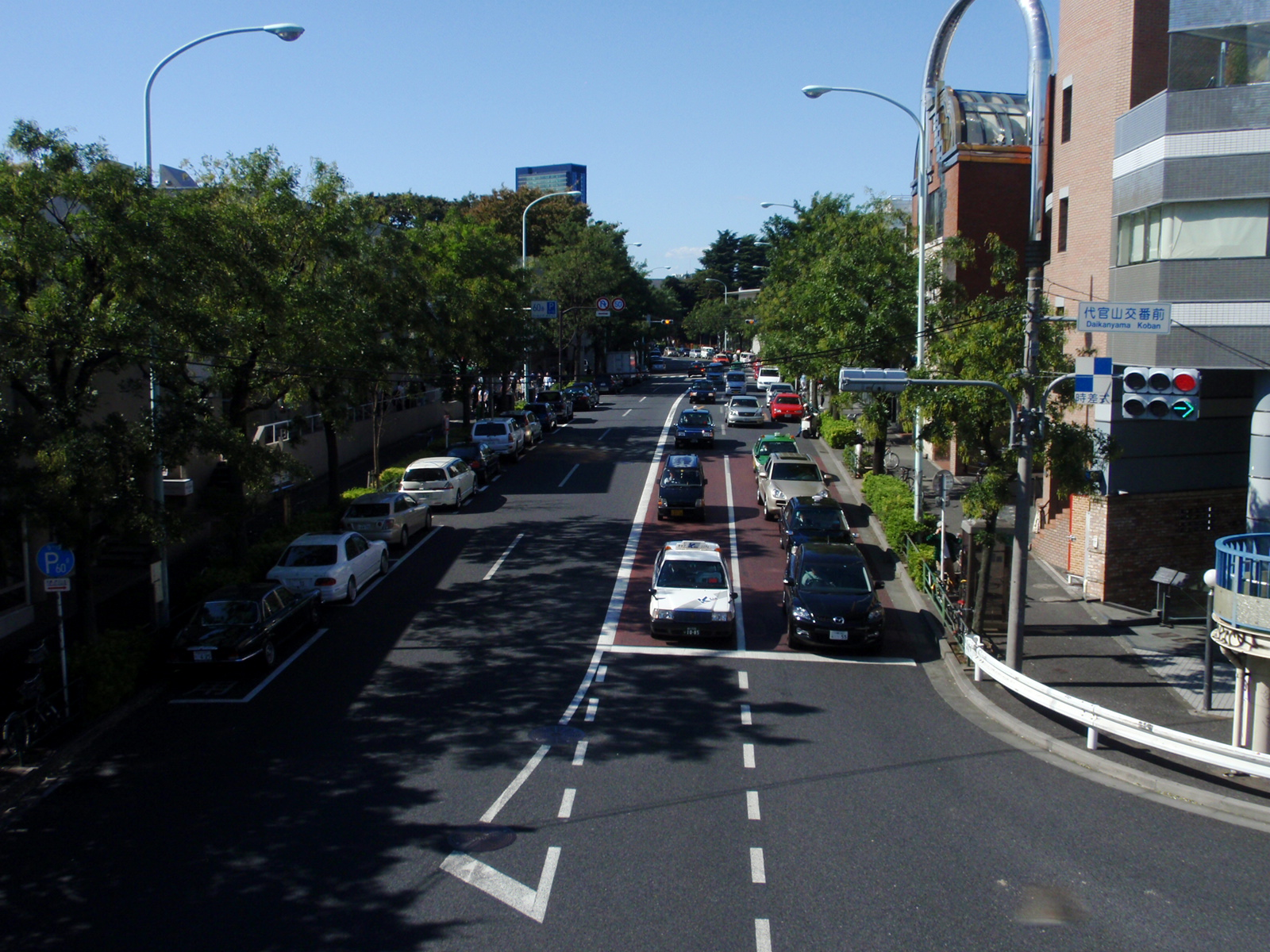
猿樂町、舊山手通
（2009年10月）

一般廣義的代官山指代官山站周邊地區為中心，包含「代官山町」町域，一直擴展到八幡通、舊山手通的廣大地區。整個「代官山地區」大約就是周邊惠比壽西1、2丁目、惠比壽南3丁目、猿樂町、鉢山町、南平台町、櫻丘町、鶯谷町與目黑區大橋1丁目、青葉台1、2、3丁目、上目黑1丁目、中目黑1丁目等地的澀谷站、中目黑站、惠比壽站、池尻大橋站所圍起的區域。居住人口約25,000人。「代官山」的住宅區在民意調查中一直是名列前茅的人氣地區。

## 歷史
江戶時代已經有「代官山」的說法。傳聞地名源自於代官的屋敷，也有說是代官管理的山林，正確性未知。
關東大地震後，為紓解住宅欠乏的情形，同潤會在此建設代官山公寓。過去在昭和初期此地是一片雜木林，夜晚有梟在啼叫，十分偏僻。
1970年（昭和45年）實施住居表示，以金王八幡宮命名的八幡通為界，分成代官山町、猿樂町兩區。

## 交通
鐵路
- 東急東橫線 ■代官山站

巴士
- 東急巴士澀71系統（日语：東急バス下馬営業所）
- 東急TRANSSÉS（日语：東急トランセ）代官山循環線

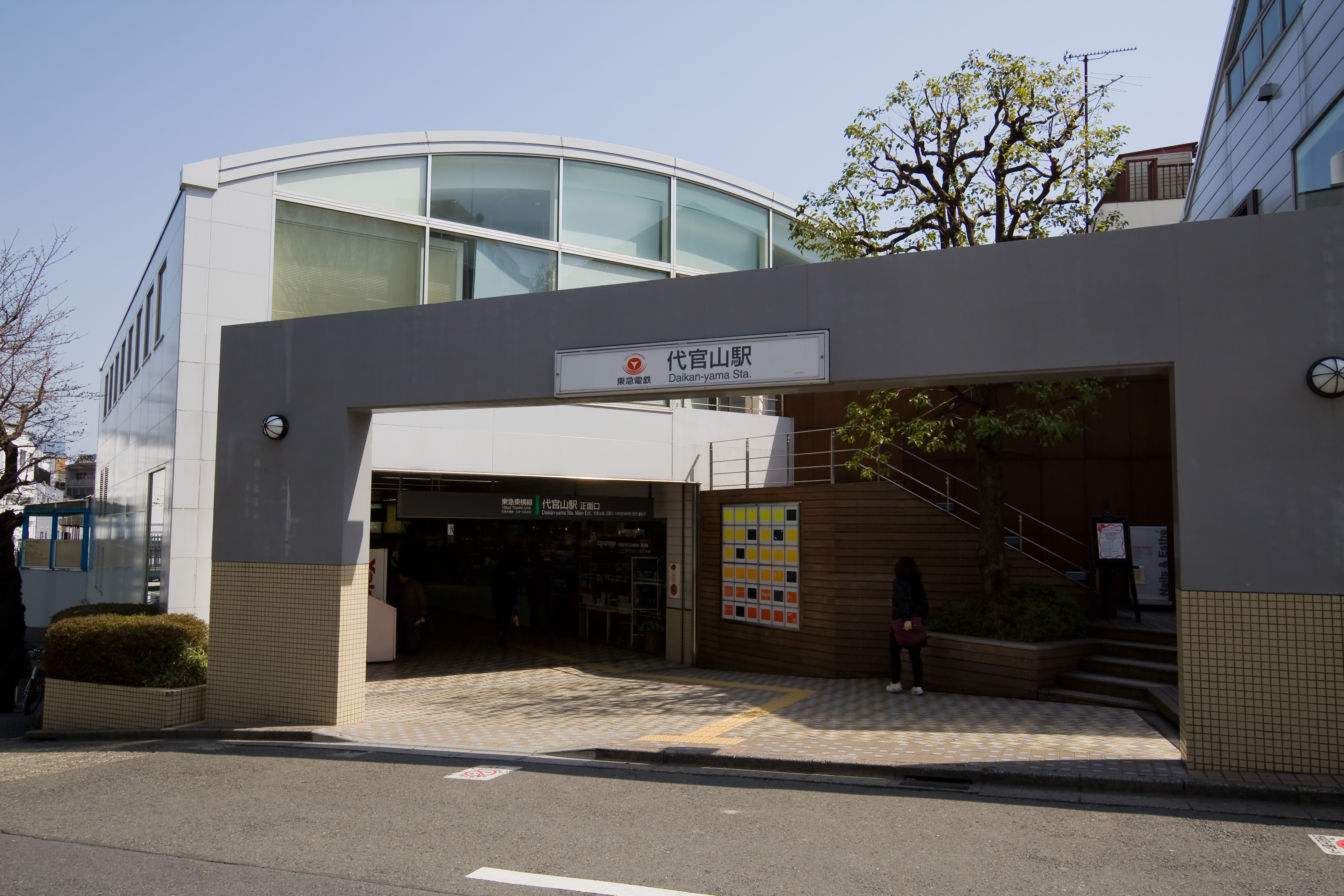
代官山站正面口

- 澀谷區社區巴士「八公巴士（日语：ハチ公バス）」晚霞線（夕焼け小焼けルート）

## 設施
- 利比亞事務所
- 澀谷區代官山複合設施
  - 代官山青少年創意中心（代官山ティーンズ・クリエイティブ）
  - 澀谷區立代官山保育園
  - 澀谷區育兒支援中心
- 日本基督教團代官山教會

## 外部連結
- 惠比壽和代官山 JNTO
- 代官山
- 代官山網站（页面存档备份，存于） （日語）